# 後藤敦
後藤 敦（ごとう あつし、1957年2月28日 - ）は、日本の男性俳優、声優。テアトル・エコー所属。大分県出身。

## 略歴
大分舞鶴高校、福岡大学法学部卒。
1982年3月13日、テアトル・エコーに入団。

## 人物
方言は九州弁（博多弁・長崎弁・大分弁）。
趣味は歌。

## 出演
太字はメインキャラクター。

### テレビアニメ
1992年
- 姫ちゃんのリボン（ライジア、クラスメイト）

1994年
- BLUE SEED（男）
- ヤマトタケル（オビトモツ）

1996年
- きこちゃんすまいる（さおりちゃんのパパ）
- シンデレラ物語（伝令官）

2000年
- キョロちゃん（2000年 - 2001年、I-31号、Y-13号）
- 金田一少年の事件簿（獅子島隆）
- 週刊ストーリーランド（ノル）

2001年
- 旋風の用心棒（杉野）

2003年
- WOLF'S RAIN（モス）
- 最遊記RELOAD（宗竜）

2004年
- 攻殻機動隊 S.A.C. 2nd GIG（サトウ・スズキ）
- しましまとらのしまじろう（お春じいさん）
- NARUTO -ナルト-（ブンゾウ）

2006年
- 太陽の黙示録（周）

### 劇場アニメ
- 11ぴきのねことあほうどり（1986年、山猫）
- 王立宇宙軍 オネアミスの翼（1987年、酒場の男）
- GHOST IN THE SHELL / 攻殻機動隊（1995年、指揮官）
- パッテンライ!! 〜南の島の水ものがたり〜（2008年、辻謙吉[5]）

### OVA
- BE-BOP-HIGHSCHOOL（1990年、信雄）
- ふぁんたじあ（1993年）
- 銀河英雄伝説（1994年、グルック）
- サクラ大戦 桜華絢爛（1997年、永田技師）

### Webアニメ
- B: The Beginning（2018年、ジャン・アンリ・リシャール[6]）

### ゲーム
- コブラ 黒竜王の伝説（1989年）
- AZEL -パンツァードラグーン RPG-（1998年、ラウル）
- サクラ大戦2 〜君、死にたもうことなかれ〜（1998年、クーデター兵士）
- キングダム ハーツIII（2019年、マーリン）

### 吹き替え

#### 担当俳優
ジャレッド・ハリス
- 17歳の処方箋（ラッセル）
- 小さな命が呼ぶとき（ケント・ウエバー博士）
- Bモンキー（アラン・ファーネス）

ジョン・オーティス
- キングコング:髑髏島の巨神（ヴィクター・ニエベス）
- クローバーフィールド・パラドックス（モンク・アコスタ）
- バンブルビー（パウエル博士）

ハーランド・ウィリアムズ
- バチェラー・パーティ2 最後の貞操ウォーズ（デレク）
- マイ・ビッグ・ファット・ドリーム（ビッグ・アル）
- メリーに首ったけ（ヒッチハイカー）

ポール・ベタニー
- ウィンブルドン（ピーター・コルト）
- ビューティフル・マインド（チャールズ・ハーマン）
- マスター・アンド・コマンダー（スティーブン・マチュリン軍医）

#### 映画
- アウト・オブ・タイム（ガブリエル捜査官〈ジョー・ストーン＝フューイングス〉）※テレビ東京版
- アステロイド/最終衝撃（アダム・マルケス）※ソフト版
- アデル/ファラオと復活の秘薬（カポニ警部〈ジル・ルルーシュ〉）
- あなたに逢いたくて
- あなたに逢えるその日まで…（ケヴィン）
- あの子を探して
- アポロ11を追いかけて（アーネスト）
- アモーレス・ペロス（グスターヴォ・ガルフィアス）
- アリス・イン・ワンダーランド ※フジテレビ版
- アルマゲドン（レヴ・アンドロボフ〈ピーター・ストーメア〉）※ソフト版
- アンカーウーマン（ヴィック・ナッシュ）
- アンダーワールド 覚醒（セバスチャン〈マイケル・イーリー〉）
- イエスタデイ（ジェームズ・コーデン）
- 5つ子ちゃんがやって来た!（アルバート・レンズリー）
- 愛しのローズマリー（ラルフ・オーウェン）
- イナフ（ロビー〈ノア・ワイリー〉）※ソフト版
- イレイザー（コールマン捜査官〈ジョン・スラッテリー〉、コルデロン〈ニック・チンランド〉）※ソフト版
- イングロリアス・バスターズ（ドニー・ドノウィッツ〈イーライ・ロス〉）
- インファナル・アフェアIII 終極無間（チョン）※BSジャパン版
- インモラルプリズン（カール）
- ウィッチマウンテン/地図から消された山（ドミニク〈ロバート・トーティ〉）
- ウィンチェスター銃'73（ウェイコ・ジョニー・ディーン〈ダン・デュリエ〉）※ソフト版
- ウェインズ・ワールド2（ジム・モリソン）
- ウルフ・オブ・ウォールストリート（ジャン＝ジャック・ソーレル〈ジャン・デュジャルダン〉）
- 運動靴と赤い金魚（アリの教師）
- AVP2 エイリアンズVS.プレデター
- X-MEN2（ナイトクローラー〈アラン・カミング〉）※ソフト版
- エネミー・ライン（ジェレミー・スタックハウス大尉〈ガブリエル・マクト〉）※ソフト版
- エリア51（アンディ・ロビンソン〈エリック・マコーマック〉）
- 王様と私（エドワード・ラムゼイ補佐官）※テレビ東京版
- オフィスキラー（テッド）
- ガタカ（アントン・フリーマン〈ローレン・ディーン〉）
- カレの嘘と彼女のヒミツ（アイラ・ナクリス〈ケヴィン・サスマン〉）
- きっと、星のせいじゃない。（マイケル・ランカスター〈サム・トラメル〉）
- キャプテン・フィリップス（フーファン[9]）
- キャプテン・マーベル（ノーレックス〈マシュー・マー〉[10]）
- ギャング・イン・ブルー（キース・デブルーラー〈ジョシュ・ブローリン〉）
- キリングストリート（クリス・ブラント〈マイケル・パレ〉）※VHS版
- 疑惑のチャンピオン（ミケーレ・フェラーリ〈ギヨーム・カネ〉）
- キング・コング（カール・デナム〈ジャック・ブラック〉）
- グッド・ウィル・ハンティング/旅立ち（チャッキー・サリヴァン〈ベン・アフレック〉）※機内上映版
- グッドモーニング, ベトナム（フィル・マクファーソン）※VHS版
- グリーンマイル
- クロッシング・ガード（ボビー〈ジョン・サヴェージ〉）
- クロニクル（リチャード・デトマー〈マイケル・ケリー〉）
- 黒の怨（ラリー・フリッシュマン）
- K-9:はみだしコンビ大復活!（ヘンリー捜査官）
- ゲーム（テッド）※ソフト版
- 刑事ジョー ママにお手あげ（自殺しようとする男〈ニコラス・サドラー〉）※ソフト版
- 刑事ベルモア/共謀者（スチュアート）
- 激突!（バー店主）※ソフト版
- 訣別の街（ジョージ〈ジョン・スラッテリー〉）
- 恋する40DAYS（ベーグル・ガイ）
- 恋するレシピ 〜理想のオトコの作り方〜（デモ〈ブラッドリー・クーパー〉）
- 恋は邪魔者（モーリス・ジョーンズ）
- 恋人はゴースト（ジャック〈ドナル・ローグ〉）
- 恍惚（フランソワ）
- 氷の疑惑/ノー・アリバイ（フィル・バレンズ〈ピーター・ステビングス〉）
- コップランド（ジョーイ・ランドーン〈ピーター・バーグ〉[11]）※ソフト版
- コヨーテ・アグリー
- コラテラル・ダメージ（フェリックス・ラミレス〈ジョン・レグイザモ〉）※フジテレビ版
- コレクター（デイヴィ・サイクス）※ソフト版
- 最凶赤ちゃん計画（パーシー〈トレイシー・モーガン〉）
- 最後に恋に勝つルール（ブレント・フリーエル〈ジェームズ・リード〉）
- サウンド・オブ・サイレンス（ラッセル・マドックス、ガルシア〈ダニエル・カッシュ〉）※ソフト版
- ザ・バンカー/巨大地下要塞（シェンク〈アンドリュー・ティアナン〉）
- 猿の惑星: 創世記（ハンシカー〈デヴィッド・ヒューレット〉）
- ザ・ロック（ロジャース軍曹〈レイモンド・クルス〉）※日本テレビ版
- ザ・ワイルド ※テレビ朝日版
- シークレット・パラダイス（モーリン神父）
- 7月4日に生まれて（中尉〈デヴィッド・ウォーショフスキー〉、マーヴィン）※DVD版、（ビリー・ウィルソン）※テレビ朝日版
- ジャスト・マリッジ（ウィリー・マクナニー〈サッド・ラッキンビル〉、アンリ・マーゴー）
- ジャングル・ジョージ（ライル・ヴァン・デ・グルート〈トーマス・ヘイデン・チャーチ〉）
- ジャングル・ジョージ2（ライル・ヴァン・デ・グルート〈トーマス・ヘイデン・チャーチ〉）
- JUNO/ジュノ（マーク〈ジェイソン・ベイトマン〉）
- ジュマンジ（カール・ベントレー〈デヴィッド・アラン・グリア〉）※旧盤DVD・VHS版
- ジュラシックウォーズ（ロッシ）
- ジョーズ（レニー・ヘンドリックス）※ソフト版
- Shopgirl/恋の商品価値（ルーサー）
- スーパーストーム（ピート・ジェンセン〈ジョー・ランドー〉）
- スカーレット・ディーバ（J・バード、ハッシュ・マン）
- スターシップ・トゥルーパーズ（シュジュミ〈アンソニー・ルイヴィヴァー〉）※ソフト版
- スタートレックIII ミスター・スポックを探せ!（連邦公安員）※ソフト版
- ステルス（ティム）
- スネーク・アイランド（マルコム・ペイジ〈ウィリアム・カット〉）
- スピード（ニュースキャスター2）※テレビ朝日版
- 正義のゆくえ I.C.E.特別捜査官（コール・フランケル〈レイ・リオッタ〉）
- 青春の輝き（マクギヴァン〈アンドリュー・ロワリー〉）
- 世界で一番パパが好き!
- 戦場のピアニスト（アンジェイ）
- ソウ3（ジェフ・レインハート〈アンガス・マクファーデン〉）
- ソウ4（ジェフ・レインハート〈アンガス・マクファーデン〉）
- 続・激突!/カージャック（クロヴィス・マイケル・ポプリン〈ウィリアム・アザートン〉）※ソフト版
- チェンジ・アップ/オレはどっちで、アイツもどっち!?（デイヴ・ロックウッド〈ジェイソン・ベイトマン〉）
- チャンス!（ビセル〈リー・ウィルコフ〉）
- 追跡者（キム刑事）※ソフト版
- D-TOX（ジャック〈スティーヴン・ラング〉）※ソフト版
- デイブは宇宙船（No.17〈ケヴィン・ハート〉）
- デイライト（ロイ・ノード〈ヴィゴ・モーテンセン〉）※ソフト版
- デジャヴ（ケヴィン・ドネリー）
- トーゴー（ヴィクター・アンダーソン）
- 2dogs/エルキュールとシャーロック（ブルーノ）
- 逃亡者（ローリンズ保安官〈ニック・サーシー〉）※テレビ朝日版
- ドクター・ドリトル（酔っ払った猿〈フィリップ・プロクター〉）※ソフト版
- ドラッグ・ディーラー/仁義なき賭け（ヴィクトル・"ヴィク"・ローザ〈ジョン・レグイザモ〉）
- トラフィック（モンテル・ゴードン〈ドン・チードル〉）
- ドリームキーパー（テハン / 赤毛の男〈スコット・グライムス〉）
- ドリヴン（デミル・ブライ〈ロバート・ショーン・レナード〉）※ソフト版
- ドルフ・ラングレン ゾンビ・ハンター（ダナム〈トニー・ベントレー〉）
- 永遠に美しく… ※日本テレビ版
- NARC ナーク（ラトレイ・スティーズ）
- ナイロビの蜂（サンディ・ウッドロウ〈ダニー・ヒューストン〉）
- 7つの贈り物（ダン〈バリー・ペッパー〉）
- ノーエスケイプ（ジェイミー・クーパー〈ケヴィン・J・オコナー〉）
- バースデイ・ガール（ユーリ〈マチュー・カソヴィッツ〉）
- バーチュオシティ（ビッグ・レッド）※ソフト版
- ハイスクール白書 優等生ギャルに気をつけろ!（デイヴ・ノヴォトニー）
- パイレーツ・オブ・カリビアン/生命の泉（ジョン・カータレット〈アントン・レッサー〉）
- パイレーツ・オブ・カリビアン/最後の海賊（マードック〈ジャイルズ・ニュー〉）
- BATS 蝙蝠地獄（エメット・キムジー〈ルー・ダイアモンド・フィリップス〉）
- バッドボーイズ（フレッチャー〈ジョン・サリー〉）※ソフト版
- パトリオット ※テレビ東京版
- 母の眠り（トゥウィーディ編集長）
- バベル（国境の警察官〈クリフトン・コリンズ・Jr〉）
- ハリー・ポッターと炎のゴブレット（ジェームズ・ポッター〈エイドリアン・ローリンズ〉）
- ハリー・ポッターと死の秘宝 PART2（ジェームズ・ポッター〈エイドリアン・ローリンズ〉）
- ハリウッド・ミューズ（マーティン・スコセッシ）
- ピース・ピープル（コルム〈バリー・マケヴォイ〉）
- ヒーロー/靴をなくした天使（デイトン警部）※日本テレビ版
- ビバリーヒルズ・コップ3 ※テレビ朝日版
- ビバリーヒルズ・チワワ2（ドッグショーのコメンテーター〈フレンチ・スチュワート〉）
- プーと大人になった僕
- ファイアーライト/情炎の愛（ロバート・エイムス〈ジョン・フラナガン〉）
- フェノミナン（ベインズ〈ショーン・オブライアン〉）
- プライベート・ライアン（リチャード・ライベン一等兵〈エドワード・バーンズ〉）※ソフト版
- ブラック・レイン（梨田〈内田裕也〉）※ソフト版
- プレステージ（アリー〈アンディ・サーキス〉）
- フレンチなしあわせのみつけ方（ジョルジュ〈アラン・シャバ〉）
- ブロークン・アロー（ジャイルズ・プレンティス〈フランク・ホエーリー〉）※日本テレビ版
- ブロンクス 破滅の銃声（ダニー〈アレクシス・アークエット〉）
- ヘイトフル・エイト（クリス・マニックス〈ウォルトン・ゴギンズ〉）
- ペストはカメレオン（ニンジャ〈フレディ・ロドリゲス〉）
- ボーン・アイデンティティー（リサーチ〈ジョシュ・ハミルトン〉）※ソフト版
- ぼくセザール10歳半 1m39cm（サラのパパ）
- ぼくたちの奉仕活動（ダニー〈ポール・ラッド〉）
- ホット・ファズ -俺たちスーパーポリスメン!-（首都警察巡査部長〈マーティン・フリーマン〉、マーティン・ブローワー）
- ボルケーノ（ノーマン・カルダー〈ジョン・コーベット〉）※ソフト版
- ホワイト・インフェルノ（AJ・ベッカー）
- マーキュリー・ライジング（ディーン・クランデル〈ロバート・スタントン〉）※ソフト版
- マイアミ・ガイズ -俺たちはギャングだ-（若き日のボビー〈ケイシー・シーマツコ〉）
- マイノリティ・リポート（ハワード・マークス〈アリー・グロス〉）
- マスク（ディッキー）※日本テレビ版
- 待ちきれなくて…（ロン〈エリク・パラディーノ〉）
- マペットのクリスマス・キャロル（ディルバー夫人、ネズミ 他）
- マリー・アントワネットに別れをつげて（ルイ16世〈グザヴィエ・ボーヴォワ〉）
- マリアンヌ（ポール・ドラマール）
- ミーシャ・バートンの Sex in Ohio（ジャック・チェイス〈ポール・ラッド〉）
- Mr.ゴールデン・ボール/ 史上最低の盗作ウォーズ
- Mr.ズーキーパーの婚活動物園（グリフィン〈ケヴィン・ジェームズ〉）
- ミスティック・リバー
- ミステリー、アラスカ（チャールズ・ダナー〈ハンク・アザリア〉）
- 身代金（デヴィッド・トーレス〈ホセ・ズニーガ〉）※テレビ朝日版
- ミラーマスク（父親/総理大臣〈ロブ・ブライドン〉）
- やさしい本泥棒（アレックス・シュタイナー〈オリヴァー・ストコウスキ〉）
- U-20（イアン・ホーバン教授〈ジョン・ハナー〉）
- ラストキング・オブ・スコットランド（ストーン〈サイモン・マクバーニー〉）
- ラッキー・ナンバー（パット・レイクウッド〈ビル・プルマン〉）
- ラッセル 奇跡の始まり（ハンク〈ウィル・サッソー〉）
- ラビット・ホール（リック〈ジョン・テニー〉）
- ラブいぬベンジー はじめての冒険（ラジオアナウンサー）
- リコシェ（ラリー・ドイル刑事〈ケヴィン・ポラック〉）※DVD版、（キム）※日本テレビ版
- リストランテの夜（ボブ〈キャンベル・スコット〉）
- リトル・ビッグ・フィールド（ジム・バワーズ〈ジョナサン・シルヴァーマン〉）
- リプレイスメント・キラー（ロコ〈クリフトン・コリンズ・Jr〉）
- ルーヴルの怪人（シモネ）
- ルーキー（マックス〈デヴィッド・シェリル〉）※TBS版
- Ray/レイ（ミルト・ショウ〈デヴィッド・クラムホルツ〉）
- レジョネア 戦場の狼たち（レネ・ガルガーニ）※ソフト版
- レッズ（アレックス・ゴンバーグ）
- レベッカ（ジャック〈ジョージ・サンダース〉）※PDDVD版
- 恋愛小説家（Dr.グリーン〈ローレンス・カスダン〉）※DVD・VHS版
- ロスト・ワールド/ジュラシック・パーク（知りたがる男）
- ROCKER 40歳のロック☆デビュー（ロバート・フィッシュ〈レイン・ウィルソン〉）
- ロビン・フッド（タック修道士〈マーク・アディ〉）
- ロボコップ（ロバート・モートン〈ミゲル・フェラー〉）※DVD版
- ロミオ+ジュリエット（マキューシオ〈ハロルド・ペリノー〉）※テレビ朝日版
- 私の愛情の対象（スティーヴ〈ガブリエル・マクト〉）
- 悪いことしましョ!（ジェリー〈トビー・ハス〉）※ソフト版

#### ドラマ
- iCarly
- アウトバーン・コップ（トミー）
- アガサ・クリスティー ミス・マープル 蒼ざめた馬（ルパート・コッタム大尉、ケリガン医師）
- ALCATRAZ/アルカトラズ
- アンドロメダ・ストレイン（ジャック・ナッシュ〈エリック・マコーマック〉）
- アンフォゲッタブル 完全記憶捜査（ショーン・オマリー）
- ER緊急救命室
  - シーズン2 #10（ディアブロ〈ジェイコブ・バルガス〉）
  - シーズン4 #2（トーマス・アンダース〈ジャッキー・ミルインズ〉）、#4（リッキー〈ニコラス・サドラー〉）、#5（アーネスト・ルイス〈ロベルト・アルバレス〉）
  - シーズン5 #6（エディ〈ジョン・スクラロフ〉）
  - シーズン6 #11（クルト〈ハンク・ストラットン〉）
  - シーズン7 #9（MRI技師〈デヴィッド・ノローナ〉）
  - シーズン8 #8（クリス・ペンドリー〈ラリー・ホールデン〉）
  - シーズン10 - 13（スティーブ・カーティス〈コール・ハウザー、ギャレット・ディラハント〉）
  - シーズン15 #2（フェリックス〈パトリック・ブリーン〉）
- 宇宙人ネッドのトークショー（イーライ・ロス）
- F.B.EYE!! 相棒犬リーと女性捜査官スーの感動!事件簿 シーズン1 #7（エリオット・ピエール〈グレッグ・ブリック〉）
- エンジェルス・イン・アメリカ（プライアー・ウォルター〈ジャスティン・カーク〉）
- ALMOST HUMAN/オールモスト・ヒューマン #10
- 華麗なるペテン師たち4
- キャッスル 〜ミステリー作家は事件がお好き（フランク・ネズビット）
- 救命医ハンク2 セレブ診療ファイル（トニー）
- 禁断の関係〜愛と憎しみのブーケ〜（リチャード）
- クライム・ストーリー #36（ジェリー〈イライアス・コティーズ〉）
- クリミナル・マインド4 FBI行動分析課 #17（ジョン・クーリー〈ウォルトン・ゴギンズ〉）
- クリミナル・マインド5 FBI行動分析課（リーク）
- クリミナル・マインド 国際捜査班2 #4（キム・ジュノ警部〈ジェームズ・キーソン・リー〉）
- 刑事ナッシュ・ブリッジス（ボズ・ビショップ）
- 三国志演義（青年期の馬岱〈陳関欣〉）※NHK-BS2版
- CSI:ニューヨーク（アダム・ロス〈A.J.バックリー〉）
- しあわせの処方箋（ニック・レナータ）
- 主任警部モース ジェリコ街の女（ネッド・マードック）
- 青春の城 コビントン・クロス（ウィリアム・グレイ〈ベン・ポーター〉）
- セサミストリート（アラン）※YouTube版
- セサミストリート（アラン、マイルズ、ベビーベア、タミル、ウェス）※U-NEXT版
- ダークエイジ・ロマン 大聖堂
- ナース・ジャッキー2（キーラン）
- PERSON of INTEREST 犯罪予知ユニット（マーク・スノウ〈マイケル・ケリー〉）
- ハリーズ・ロー 裏通り法律事務所（ダーシー牧師）
- HAWAII FIVE-0 シーズン5 #15（ジュリアス・ブレナン〈A.J.バックリー〉）
- バンド・オブ・ブラザース（ジョセフ・リーブゴット二等兵〈ロス・マッコール〉）
- ふたりは最高!ダーマ&グレッグ
  - シーズン3 #11（監督〈ジョナサン・ストックウェル・ベイカー〉）
  - シーズン4 #15（トレイ）
- ブラインドスポット タトゥーの女（ビル・ナイ〈ビル・ナイ〉）
- ブルーブラッド 〜NYPD家族の絆〜
- ルーツ（ルイス）※ソフト版

#### アニメ
- アナスタシア
- アラジンシリーズ
  - アラジンの大冒険（ワーズ王子）
  - アラジン完結編 盗賊王の伝説（ソーイング、盗賊）
- おさるのジョージ（ズーベル）
- アントブリー（スタン・ビールズ）
- ウィッチ -W.I.T.C.H.-（ブランク）
- カーズ/クロスロード（レイ・レヴァラム〈レイ・エバーナム〉）
- キム・ポッシブル（モンキー・フィスト）
- ジャングル・ジャンクション（ドーザー）
- スーパーウィングス（グランド・アルバート）
- スター・ウォーズシリーズ
  - イウォーク物語（マーグーブ、ゴルニーシュの部下）※DVD版
  - スター・ウォーズ ドロイドの大冒険（ソラーグ・デン、ヌープ・イェルダーブ）※DVD版
  - スター・ウォーズ 反乱者たち（EXD-9）
  - LEGO スター・ウォーズ/フリーメーカーの冒険（イグナシオ・ワータン）
- ソウルフル・ワールド（カウンセラー・ジェリー[12]）
- ちいさなプリンセス ソフィア（ベイリーウィック、カメア国王）
- トイ・ストーリー（グリーン・アーミー・メンの部下、伍長、ピザ・プラネットの門番、ボウリングのアナウンサー、バズ・ライトイヤーのCMコーラス）
- ピーターラビットとなかまたち（トム・サム）
- ファイナルファンタジー（ニール・フレミング）
- プリンセスと魔法のキス（ヘンリー・フェナー）
- ヘラクレス（男性）
- モアナと伝説の海（浜辺の村人2）
- ライアンを探せ!
- ワンス・アポン・ア・スタジオ -100年の思い出-（マーリン）

#### 人形劇
- フラグルロック
- マペット放送局（ナイジェル、シーモア）

#### テレビ番組
- さよならポワロ! 〜世界が愛した名探偵・25年の軌跡〜（ショーン・パートウィー）

### 特撮
- 兄弟拳バイクロッサー（ボルダーの声）

### ナレーション
- 金田一少年の事件簿 永久保存版（ナレーション）

### テレビドラマ
- おだまりコンビ 芸能界・殺しの輪舞（畑刑事）

### テレビ番組
- あいうえお（1987年度 - 1988年度、しろくん）

### 人形劇
- こどもにんぎょう劇場「すてきなよるに」

### 舞台
- 正しい殺し方教えます（テアトル・エコー公演、リオ・シャープ役）
- お歳暮みゅーじかる「涙で頬が傷だらけ」（テアトル・エコー公演、青年役）
- もやしの唄（テアトル・エコー公演、喜助役）
- 暗くなったら帰っておいで〜イディの一生（テアトル・エコー公演）
- トムとディックとハリー（テアトル・エコー公演）

### その他コンテンツ
- 東京ディズニーシー「シンドバッド・ストーリーブック・ヴォヤッジ」（大王）
- 劇団飛行船
  - 「ピノッキオ」（コオロギ）
  - 「アラジンと魔法のランプ」（護衛）